# Stenkomet

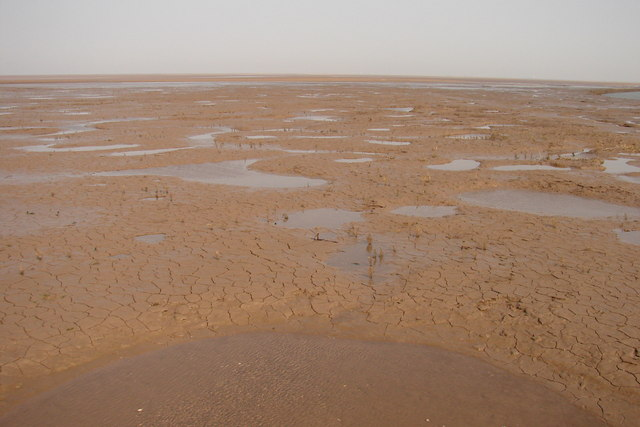
Stenkometers utsläpp av gas påminner om hur lera spricker på en torkande sjöbotten.

Stenkometen är en sällsynt typ av små solsystemsobjekt som har kännetecken typiska för både kometer och asteroider.

## Beskrivning
Vanliga kometer har en svans av is. Stenkometens svans utgörs av flisor av sten och av sand. Därför är stenkometens uppträdande tämligen oförutsägbart. Dess utsläpp av gas påminner om hur leran spricker på en torkande sjöbotten.
Ibland sker förväxling: att objekt som P/2010 A2, en asteroid i asteroidbältet som kolliderat med ett annat objekt förväxlas med en stenkomet, när det under en kortare tid lämnar ett stråk av sten och grus efter sig.

## Exempel
Den enda kända stenkometen heter 3200 Phaethon, som har ett perihelium (närmaste punkt till solen) närmare än någon annan namngiven asteroid – 0,14 AU.
Flera icke namngivna asteroider går ännu närmare solen än 3200 Phaethon, men ingen av dessa har observerats med svans eller koma.

## Fotnoter
1. ↑  En definition som 2006 infördes av IAU[1].